# 女賊と判官
『女賊と判官』（じょぞくとはんがん）は、1951年（昭和26年）、マキノ雅弘・萩原遼が監督し、東横映画が製作、東京映画配給が配給して公開した日本の長篇劇映画である。

## 略歴・概要
第二次世界大戦後、従来興行会社であった東横映画が大映との協定を結び、1947年（昭和22年）、「大映第二撮影所」（現在の東映京都撮影所）を借りて同撮影所を「東横映画京都撮影所」として製作を開始して以来、4年目に入った同社の正月第二弾映画である。同社でのマキノ雅弘（マキノ正博）の6作目、萩原遼の3作目にあたり、この後同年同社では、マキノは『お艶殺し』、萩原は『夢介千両みやげ 春風無刀流』を撮る。
本作は、片岡千恵蔵演じる「判官」こと「遠山金四郎」（遠山景元）もので1938年の『弥次㐂夛道中記』のリメイク、相手役の「女賊」こと「紅燕のおりん」を宮城千賀子が演じる。宮城はこのころ、本作監督のマキノ雅弘、同撮影所長のマキノ光雄の弟であるマキノ真三の妻であったため、真三や雅弘の監督作や、東横映画の作品に多く出演している。
東横映画の作品を配給するために東京映画配給（現在の東映）が設立されて1年半が経過しており、本作は東京映画配給が配給して、1951年（昭和26年）1月5日に公開された。本作に「映倫番号」が付されているのは、1949年（昭和24年）6月14日に「映画倫理規程管理委員会」（旧映倫）が結成されたからで、1954年（昭和29年）8月まではレイティングは行われていない。
東京国立近代美術館フィルムセンターは、本作の上映用プリント等を所蔵しており、東映チャンネルも同作をHD化して放映している。

## 作品データ
- 製作 : 東横映画
- 上映時間 （巻数 / メートル） : 88分 （9巻 / 2,405メートル）
- フォーマット : 白黒映画 - スタンダード・サイズ（1.37:1） - 24fps - モノラル録音
- 映倫番号 : 366[4] （旧映倫）
- 公開日 :  日本 1951年1月5日
- 配給 :  東京映画配給

## スタッフ
- 製作 : マキノ光雄
- 企画 : 藤川研一
- 監督 : マキノ雅弘、萩原遼
- 脚本 : 民門敏雄、村松道平
- 原案 : 小国英雄
- 撮影 : 川崎新太郎
- 照明 : 中山治雄
- 美術 : 小池實（小池一美）
- 録音 : 東城絹児郎
- 編集 : 宮本信太郎
- 音楽 : 大久保徳二郎

## キャスト
- 遠山金四郎：片岡千恵蔵
- 中村しのぶ：喜多川千鶴
- 紅燕のおりん：宮城千賀子
- 勝ん平：高田浩吉
- 中村小糸：浪路はるか
- おはつ：暁テル子
- 女中お蝶：飯田蝶子
- 時雨のお妻：朝雲照代
- 女中お美ち：美ち奴
- 阪東あやめ：逢初夢子
- 石町の瀧蔵：原健作
- 金四郎の母お国：松浦築枝
- 中村五郎：桂五郎
- 遠山河内守：香川良介
- 笹野文太夫：水野浩
- 旅の商人：団徳麿
- 三河屋藤兵衛：小林重四郎
- 藤兵衛の乾分儀十：高松錦之助
- 与力早坂新十郎：加賀邦男
- 雲助仙台：尾上華丈
- 雲助越中：椿三四郎
- 芸者駒太郎：赤木春恵
- 瀧蔵の乾分亀松：杉義一